# Santa Cruz Minas
Santa Cruz Minas är en ort i Honduras.   Den ligger i departementet Departamento de Santa Bárbara, i den västra delen av landet, 180 km nordväst om huvudstaden Tegucigalpa. Santa Cruz Minas ligger 365 meter över havet och antalet invånare är 834.
Terrängen runt Santa Cruz Minas är kuperad åt nordost, men åt sydväst är den platt. Terrängen runt Santa Cruz Minas sluttar söderut. Runt Santa Cruz Minas är det ganska glesbefolkat, med 47 invånare per kvadratkilometer. Närmaste större samhälle är Cofradía, 16,5 km öster om Santa Cruz Minas. 